# Rutheni
Rutheni či Ruteni je latinské exonymum, které v pozdním středověku a raném novověku označoval obyvatele střední a východní Evropy. Samotné slovanské endonymum je známé pod názvem Rusíni (bělorusky русіны, ukrajinsky a rusínsky русини). Latinský pojem Rutheni byl poprvé použit ve středověkých dokumentech v Litevském knížectví, které označovali bývalé obyvatele na území Kyjevské rusi, především předky Bělorusů, Ukrajinců a Rusínů. V raném novověku se exonymum Rutheni používalo v Polsko-litevské unii od 15. až do 18. století, hlavně na území dnešní Ukrajiny, Běloruska a Haliče. V Rakouském cisařství, později v Rakousku-Uhersku, se exonymum Rusíni či Rutheni (německy Ruthenen) používalo až do rozpadu v roce 1918, exonymum označovalo obyvatele na území Haliče a Uhroruska. I díky využívání exonyma v Rakouském cisařství, tak knihy od místních autorů, kteří psali latinsky, měli v názvu slovo Ruthen a podobné varianty, např. dílo De origine Ruthenorum (česky Dějiny Rusínů) od Ioanna Pasteliho.

## Historie
Latinský pojem Ruteni byl použit jako název pro Kyjevskou rus v díle Annales Augustani v roce 1089, také brzká alternativa během latinizace byla Rucenus (plurál Ruceni), který, dle slavisty Borise Unbegauna (1898–1973), pochází ze slova Rusin. Baron Siegmund von Herberstein, když popisoval zemi Ruskou, kterou obývali Rutheni, kteří si sami říkali Russi, tvrdil, že první panovníci, kteří vládli zemi Ruské, byli moskevská knížata, poté litevská velkoknížata a jako poslední polští králové.

### Rutheni a Moskované
Profesor John-Paul Himka tvrdí, že slovo Rutheni neoznačovalo moderní ruský národ, ti byli dle něho známí v západní Evropě pod latinským pojmem Moscovitae. Vasilij III., který vládl moskevskému velkoknížectví v 16. století, ale byl v evropských latinských spisech znám jako Rutheni Imperator. Jacques Margaret ve své knize Estat de l'empire de Russie, et grande duché de Moscovie z roku 1607 tvrdil, že jméno Muscovites je pro obyvatele moskevského velkoknížectví zcela neznámý a že sami obyvatelé si mezi sebou řikají rusaki a že pouze obyvatelé Moskvy, si říkali moskvané. Profesor Danic Frick z harvardského ukrajinského výzkumného institutu také objevil ve Vilniusu dokumenty, které označují obyvatele moskevského velkoknížectví (Moscovitae) jako Rutheni. V 16. století napsal portugalský básník Luís de Camões ve svém eposu Lusovci v jednom odstavci: „Mezi tím mořem a Tanai žije zvláštní národ: Rusové (Rutenos), Moskvané (Moscos) a Livonci, kdysi Sarmaté…“ Kdy ve svém díle rozdělil Moskovany a Ruteny.

### Po dělení Polska
Po dělení Polska se exonymum Ruthen začalo používat na území obydlené rusínsky a ukrajinsky mluvícího obyvatelstva v Haliči, Bukovině a Uhrorusku, na území tehdejšího Rakouského císařství. Na žádost biskupa Michala Levyckého v roce 1843, se exonymum Ruthen (pro mluvčí slovanských jazyků Rusín) začalo používat pro karpatské Rusíny a Ukrajince v Rakouském císařství. Díky žádosti Michala Levyckého se v pasech ukrajinských nacionalistů, např. u Ivana Franka či Stepana Bandery, objevila národnost Rusínská (německy Ruthen, polsky Rusini). Ukrajinská inteligence na začátku 20. století již běžně používala pojmy Ukrajinec a ukrajinský jazyk v Haličsko-vladiměřském království.

### Československo a druhá světová válka
Rozpad Rakouského císařství způsobil rozdělení původních Ruthenských území mezi Polsko, Rumunsko a Československo. V Československu se pro obyvatele Podkarpatské Rusi používal název Rusíni (tedy Rutheni). Během německé okupace Čech, Moravy a Slezska a maďarské invaze do Podkarpatské Rusi v březnu 1939, prohlásil o Rusínech v Podkarpatské Rusi americký diplomat George Kennan: „Pro ty, co si myslí, že tihle sedláci (Rusíni) jsou Rusové či Ukrajinci, nejsou ani jedno, jsou to Rusíni (Ruthenians).“ Paul Robert Magosci zdůrazňuje, že moderní Rutheni či Rusíni mají cit národního oddělení od Ukrajinců a přirovnávají Ukrajince k Sovětům a komunistům. Po konci druhé světové války a obsazení Zakarpatské Ukrajiny, bylo zbylé Rutenské či Rusínské obyvatelstvo asimilované do ukrajinského národa.

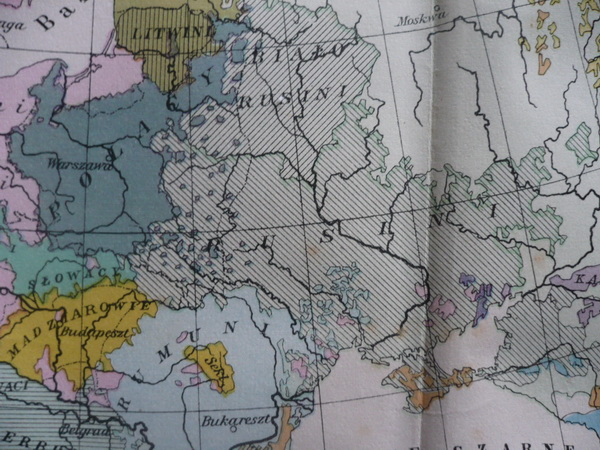
Polská lingivistická mapa z roku 1927, která rozděluje Bílé Rusíny (Bělorusy) od Rusínů (Ukrajinců a Karpatských Rusínů)

## Polská terminologie
Během meziválečného období ve 20. století se na území Polska aktivně využíval pojem Rusin pro obyvatele tzv. Východních Kres a byl využíván jako jednotné označení pro všechny Rusíny, Ukrajince a Lemky, kteří byli katolického či řeckokatolického vyznání. V polské haliči se vláda snažila o eliminaci všech referencí o Ukrajincích a nahrazovala je názvem rusini. Během polského sčítání lidu v roce 1921 nebyly Ukrajinci považováni za samostatné etnikum a byly zapsáni pod jednotné etnikum pod názvem Rusini, neboli Rutheni, zatímco Bělorusové již byly za samostatné etnikum považováni a byly zapsáni pod názvem Bílorusíni (polsky Białorusini). Sčítaní lidu v roce 1931 již oddělilo Ukrajince od Ruthenů, ale i přes oddělení bylo sečteno přes milion etnických Ruthenů. Podle rusínsko-amerického historika Paula Roberta Magosciho se polská vláda ve 30. letech 20. století snažila o tribalismus s tím, že uznávala i menšiny jako Lemky, Bojky a Huculy, ale také staré Rutheny a Rusofily, aby se oddělili od ukrajinského národa a uspokojila stále pokračujicí rusofilské tendence v Haliči.

Kniha v rutenštině vytisklá v Trnavě v roce 1727

## Ruthenská kultura

### Jazyk
Rutenština (rutensky руски езыкъ) byl historický východoslovanský jazyk a nebo historický společný název pro několik brzkých východoslovanských nářečí, kterým se mluvilo, psalo a úřadovalo na Litevském knížectví před i po roce 1569 ve východní (litevské) části Polsko-litevské unie. Během 18. století se z Rutenštiny a z ostatních východoslovanských nářečí vyvinula ukrajinština (rutenština), běloruština (bílá rutenšitna) a rusínština (karpatská rutenština).

### Náboženství
Ke konci 12. století byla Evropa rozdělena na dvě náboženské části a to na katolickou a pravoslavnou část. Hranice mezi nimi se zhruba nacházela podél řeky Jižní Bug. Dnešní území Běloruska bylo smíšeným územím, kdy města Minsk a Mohylev byla většinově pravoslavná a města Brest či Novogrodek byla většinově katolická. První latinská katolická diecéze v Bělorusku byla vytvořena ve městě Turov mezi lety 1008 a 1013. Katolická církev byla dominantní u Běloruské šlechty a v západní části dnešního území, po Krevské unii ve 14. století se ale vliv pravoslavné církve v Bělorusku snížil. Litevský velkokníže Jogaia sice nařídil celému obyvatelstvu se konvertovat ke katolické církvi, ale až do 16. zůstala většina dnešního Běloruska pod pravoslavnou církví. Byzantský císař Andronikos II. ve 14. století založil dvě pravoslavné metropole a to metropole Halyčská a metropole Vilniuská. 
V roce 1595 byla založena Rusínská řeckokatolická církev, ta vznikla po Brestlitevské unii, která se lišila od pravoslavné církve tím, že její církevní jurisdikce a loajalita byla podřízena Svatému stolci. Měla jen jednu metropoli a to Metropole Kyjevská, Halyčská a celo Ruthenská. Vznik církve vedl k vysokému stupni konfrontace mezi Rusíny, například k vraždě hierarcha Josafata Kuncevyče v roce 1623. Odpůrci unie nazývali členy církve uniaty, i když katolické dokumenty již tento termín kvůli jeho vnímaným negativním podtónům nepoužívají.
V 16. století začala krize v křesťanství: v katolické církvi začala protestantská reformace a v pravoslavné oblasti nastalo období hereze. Od poloviny 16. století se v Litevském velkoknížectví začaly šířit protestantské myšlenky. První protestantská církev v Bělorusku byla založena v Brestu Mikulášem „Černým“ Radziwiłłem. Protestantské hnutí však nepřežilo kvůli protireformaci v Polsku.
Jak katolická církev v Polsko-litevské unii, tak rusínská církev procházela obdobím úpadku. Rusínská církev byla církví národa bez státnosti. Poláci považovali Rutheny za pouze dobytý národ. Postupem času litevská vojenská a politická nadvláda zrušila ruthenské autonomie. Nepříznivé politické postavení ruthenského národa ovlivnilo také postavení jeho církve a podkopalo její schopnost reforem a obnovy. Navíc nemohli očekávat podporu od mateřské pravoslavné církve v Konstantinopoli ani od svých spoluvěřících v Moskvě. Rusínská církev se tak ocitla ve slabším postavení než katolická církev v unii.
Až do roku 1666, kdy byl patriarcha Nikon carem sesazen, byla ruská pravoslavná církev nezávislá na státu. V roce 1721 první ruský císař Petr I. patriarchát zcela zrušil a účinně z církve vytvořil vládní úřad, řízený Svatým synodem složeným z vyšších biskupů a světských byrokratů jmenovaných samotným císařem. Postupem času se carské Rusko začalo stylizovat jako ochránce a patron všech pravoslavných křesťanů, zejména těch na území Osmanské říše.

## Významné osobnosti
- Konstantin Ostrožský (kolem 1460 – 11. září 1530), Ruthenský šlechtic, vojevůdce a politik raně novověké éry Litevského velkoknížectví, velký hetman litevský
- Roxolana (1505/1506 – 15. dubna 1558), manželka tureckého sultána Sulejmana Nádherný
- Meletij Smotryckyj (1577 – 17. nebo 27. prosince 1633), biskup Polocký, spisovatel, náboženský aktivista a Ruthenský lingvista
- Bohdan Chmelnický (asi 1595 – 6. srpna 1657), kozácký hetman,[pozn. 1] zakladatel prvního státu kozáků – kozáckého hetmanátu
- Ivan Mazepa (1639 – 22. září 1709), ukrajinský hetman[pozn. 2] v letech 1687–1709
- Petro Dorošenko (1627–1698), kozácký hetman[pozn. 3] a ruský vojevůdce